# Антоніо Юліано
Антоніо Юліано (італ. Antonio Juliano;26 грудня 1942 Неаполь — 13 грудня 2023, там само) — колишній італійський футболіст, півзахисник. По завершенні ігрової кар'єри — спортивний функціонер, згодом — футбольний оглядач на телебаченні.
Як гравець насамперед відомий виступами за клуб «Наполі», а також національну збірну Італії.
Володар Кубка Італії. У складі збірної — чемпіон Європи.

## Клубна кар'єра
Вихованець футбольної школи клубу «Наполі». Дорослу футбольну кар'єру розпочав 1962 року в основній команді того ж клубу, в якій провів шістнадцять сезонів, взявши участь у 394 матчах чемпіонату. Більшість часу, проведеного у складі «Наполі», був основним гравцем команди. За цей час виборов титул володаря Кубка Італії.
Завершив професійну ігрову кар'єру у клубі «Болонья», за команду якого виступав протягом 1978—1979 років.

## Виступи за збірну
1966 року дебютував в офіційних матчах у складі національної збірної Італії. Протягом кар'єри у національній команді, яка тривала 9 років, провів у формі головної команди країни лише 18 матчів. У складі збірної був учасником чемпіонату світу 1966 року в Англії, домашнього чемпіонату Європи 1968 року, здобувши того року титул континентального чемпіона, чемпіонату світу 1970 року у Мексиці, де разом з командою здобув «срібло», чемпіонату світу 1974 року у ФРН.
| Дата       | Місто         | Господарі  | Результат  | Гості     | Турнір             | Голи | Примітки       |
| ---------- | ------------- | ---------- | ---------- | --------- | ------------------ | ---- | -------------- |
| 18-6-1966  | Мілан         | Італія     | 1 – 0      | Австрія   | товариський матч   | -    | 46'            |
| 1-11-1966  | Мілан         | Італія     | 1 – 0      | СРСР      | товариський матч   | -    |                |
| 26-11-1966 | Неаполь       | Італія     | 3 – 1      | Румунія   | Відбір до ЧЄ 1968  | -    |                |
| 22-3-1967  | Нікосія       | Кіпр       | 0 – 2      | Італія    | Відбір до ЧЄ 1968  | -    |                |
| 25-6-1967  | Бухарест      | Румунія    | 0 – 1      | Італія    | Відбір до ЧЄ 1968  | -    |                |
| 1-11-1967  | Козенца       | Італія     | 5 – 0      | Кіпр      | Відбір до ЧЄ 1968  | -    |                |
| 18-11-1967 | Берн          | Швейцарія  | 2 – 2      | Італія    | Відбір до ЧЄ 1968  | -    |                |
| 23-12-1967 | Кальярі       | Італія     | 4 – 0      | Швейцарія | Відбір до ЧЄ 1968  | -    |                |
| 6-4-1968   | Софія (місто) | Болгарія   | 3 – 2      | Італія    | Відбір до ЧЄ 1968  | -    |                |
| 20-4-1968  | Неаполь       | Італія     | 2 – 0      | Болгарія  | Відбір до ЧЄ 1968  | -    |                |
| 5-6-1968   | Неаполь       | Італія     | 0 – 0 д.ч. | СРСР      | ЧЄ 1968 - півфінал | -    |                |
| 8-6-1968   | Рим           | Італія     | 1 – 1 д.ч. | Югославія | ЧЄ 1968 - Фінал    | -    |                |
| 4-11-1969  | Рим           | Італія     | 4 – 1      | Уельс     | Відбір до ЧС 1970  | -    | 87'            |
| 22-11-1969 | Неаполь       | Італія     | 3 – 0      | НДР       | Відбір до ЧС 1970  | -    | 50'            |
| 21-6-1970  | Мехіко        | Бразилія   | 4 – 1      | Італія    | ЧС 1970 - Фінал    | -    | 74' 2-ге місце |
| 17-10-1970 | Берн          | Швейцарія  | 1 – 1      | Італія    | товариський матч   | -    | 46'            |
| 26-2-1974  | Рим           | Італія     | 0 – 0      | ФРН       | товариський матч   | -    | 87'            |
| 20-11-1974 | Роттердам     | Нідерланди | 3 – 1      | Італія    | Відбір до ЧЄ 1976  | -    |                |
| Усього     |               | Матчів     | 18         |           | Голів              | 0    |                |

## Титули і досягнення
- Володар Кубка Італії (1):

«Наполі»: 1975–76
- Чемпіон Європи (1):

1968
- Віце-чемпіон світу: 1970